# 高株毛蕨
高株毛蕨（学名：Cyclosorus elatus）为金星蕨科毛蕨属下的一个种。

## 扩展阅读
- 維基物種上的相關：高株毛蕨